# Кнуд Расмусен
Кнуд Юхан Виктор Расмусен (на датски: Knud Johan Victor Rasmussen) е гренландски (датски) антрополог и полярен изследовател. Смятан е за един от основоположниците на научното изследване на ескимоските бит и култура. Той е първият, прекосил Северозападния проход с кучешки впрягове.

## Ранни години (1879 – 1902)
Роден е на 7 юни 1879 година в град Якобсхавън, Гренландия, в семейството на датския мисионер Кристиан Расмусен и майка гренландска ескимоска. Детството и юношеството си прекарва сред ескимосите и отлично се запознава с техния език и култура. От 1902 до смъртта си Расмусен изследва Гренландия.

## Изследователска дейност (1902 – 1933)
През 1902 – 1904 участва в датската литературна гренландска експедиция. Изучава живота и културата на ескимосите населяващи северозападното крайбрежие на Гренландия (залива Мелвил) и на базата на личните си наблюдения написва своята първа книга „Нови хора. Година у съседите на Северния полюс“ (1906).
През 1906 – 1908 участва в етнографска експедиция в Северозападна Гренландия (около протока Смит).
През 1910 в селището Туле (76º 32` с.ш.) в Северозападна Гренландия построява станция, която му става база за следващите му експедиции. От 1912 до 1933 провежда седем т.нар. „Тулески експедиции“, по време на които изучава Северна Гренландия и Американска Арктика.
През 1912 в първата си експедиция, заедно с датчанина Петер Фройхен, пресича Северна Гренландия от запад на изток, от залива Инглфилд до Датския фиорд и обратно до станция Туле, като по този начин извършват двойно пресичане на северния леден купол на Гренландия. Доказва, че Земя Пири е полуостров, а не отделен остров, както смята Робърт Пири. Намира в този район остатъци от най-северното ескимоско селище и, следователно, крайния предел на човешко селище на Земята.
През 1915 – 1918 в две поредни (втора и трета Тулески експедиции) експедиции, заедно с датчанина Лауге Кох и шведа Торилд Вулф, изследва фиордите на Северозападна Гренландия (дотогава са известни само устиевите им части) и полуостровите между тях до фиорда Де-Лонг (83°05′ с. ш. 40°00′ з. д. / 83.083333° с. ш. 40° з. д.) на изток, включително Земя Нансен. Един от посетените полуострови Расмусен назовава на загиналия по време на пътешествието Торилд Вулф – п-ов Земя Вулф.
През 1919 извършва (четвърта експедиция) етнографски изследвания на остров Ангмагсалик в Югоизточна Гренландия.
От 18 ноември 1921 до 16 юли 1924 провежда пета по ред „Тулеска експедиция“. Сам с двама ескимоси пресича с кучешки впрягове Северна Америка от Гренландия до Берингово море през Хъдсъновия проток, Хъдсъновия залив и по северното крайбрежие на Северна Америка. Това е най-великото по протежение (18 хил. км) в историята на Арктика пътешествие с кучешки впрягове. Петнадесесет месеца Расмусен и неговата група не подават никакви сведения за себе си и дълго време ги считат за загинали.
През 1931 в шестата си експедиция изследва Югоизточна Гренландия, а през 1932, в седмата по ред експедиция – Североизточна Гренландия, която става последна в неговия живот.
По време на експедициите си събира обширен материал за етнографията, антропологията фолклора и езика на ескимосите и за големите си заслуги е удостоен със званието почетен доктор на Копенхагенския университет.
През 1933 заминава за Дания и умира в Копенхаген на 21 декември 1933 година на 54-годишна възраст.

## Памет
Неговото име носи басейн (залив) Расмусен (68°26′ с. ш. 94°45′ з. д. / 68.433333° с. ш. 94.75° з. д.) югозападно от остров Кинг Уилям в Канадския арктичен архипелаг.

## Трудове
- „Nye mennesker“ (1905). Tegninger af Harald Moltke;
- „Under Nordenvindens svøbe“ (1906);
- „Lapland“ (1907). Tegninger af Alexander Langlet og Harald Moltke;
- „Min rejsedagbog; skildringer fra den første Thule-Ekspedition“ (1915, 4 udg., 1935);
- „Foran dagens øje – Liv i Grønland“ (1915);
- „Grønland langs Polhavet. Udforskningen af Grønland fra Melvillebugten til Kap Morris Jessup. Skildringer fra den 2. Thule-ekspedition, 1916 – 18“ (1919);
- „Myter og Sagn fra Grønland 1 – 3. 1: Østgrønlændere (1921). 2: Vestgrønland (1924). 3: Kap York-distriktet og Nordgrønland“ (1925);
- „Fra Grønland til Stillehavet. Rejser og mennesker fra 5. Thule-ekspedition, 1921 – 24“ (1925);
- „Festens gaver. Eskimoiske Alaska eventyr“ (1929). Med tegninger af Ernst Hansen;
- „Report of the fifth Thule expedition 1921 – 24. The danish expedition to Arctic North America in charge of Knud Rasmussen“. Vol VII-IX. (1929 – 32);
- „Snehyttens sange“ (1930);
- „Den store slæderejse“ (1932).